# Agrilus cyanescens
Agrilus cyanescens es una especie de insecto del género Agrilus, familia Buprestidae, orden Coleoptera. Fue descrita por Ratzeburg, 1837.
Su distribución original es el Paleártico desde el oeste de Europa al este de Asia. Ha sido introducido accidentalmente en Estados Unidos desde alrededor de 1920. Se alimenta de Lonicera, Symphoricarpos, Rhamnus y posiblemente de otras plantas.